# 구시다촌
구시다촌(櫛田村)은 미에현 이난군에 설치되었던 촌이다. 현재의 마쓰사카시에 해당한다.